# Bettingtop10.com
Bettingtop10.comは、アジアのオンラインギャンブルセクターの成長に関する信頼性の高い包括的な情報を提供するオンラインギャンブルアフィリエーション業界の企業です。

## 歴史
Bettingtop10は、2016年3月にSuriyan Charnpakdeeによって設立され、タイ、ベトナム、インドネシア、日本でサービスを開始しました。
2017年6月までに、同社はイギリス、オーストラリア、アイルランド、カナダに拡大しました。 2018年1月にはインドと南アフリカの市場に進出し、2019年5月にはドイツにも展開しました。2021年12月までにケニア、ガーナ、ナイジェリア、ブラジルに拡大し、2022年1月にはポーランド、タンザニア、クロアチア、ブルガリア、ウガンダ、リトアニア、ハンガリー、セルビアに到達しました。
Bettingtop10は、アフィリエイトマーケティング、コンテンツ作成、検索エンジン最適化（SEO）、Eメールマーケティング、トラッキングと分析を通じて、主要なオンラインギャンブルプラットフォームとユーザーを結びつけます。 同社は、オンラインギャンブル業界の法的および規制基準に準拠していることを確認します。
Bettingtop10は、業界関連のイニシアティブを支援するための資金調達イベントを組織することに関与しています。また、同社は年次誌『Betting Insights Review』を発行しており、ギャンブルのトレンド、消費者行動、業界規制に関する記事を掲載しています。 同社は、ギャンブル依存症に対抗するイニシアティブを支援するため、責任あるギャンブル団体と提携し、認識を高めるキャンペーンを推進しています。